# Jean-Marc Bellot
 (mars 2021).
- Si vous ne connaissez pas le sujet, laissez ce bandeau (vous pouvez alors contacter les auteurs).
- Si vous supprimez le contenu mis en cause (vous pouvez préalablement contacter les auteurs),

argumentez précisément cette suppression dans la page de discussion
(un manque de référence n'est pas un argument ; une recherche réelle de référence doit avoir été effectuée, être formellement documentée).
Jean-Marc Bellot, né le 4 avril 1961 à Grenoble et mort le 23 août 2020 à Paris, est un ancien champion du monde de Scrabble, et le plus jeune n'ayant que 16 ans quand il a remporté le titre en 1977. Il a aussi remporté le Championnat de France de Scrabble duplicate et le festival de Vichy de Scrabble francophone avant d'avoir ses 18 ans. Il a participé trois fois aux championnats du monde - 6e place en 1976, 1re place en 1977 et 30 ans après, 109e place en 2006.
Originaire de Nice, diplômé de HEC Paris, il a travaillé pour des entreprises informatiques comme Bull et Business Objects. Il est marié et a 3 enfants.

## Palmarès
- Champion du monde (1977)
- Champion de France (1978)
- Vainqueur du Festival de Vichy (1977)